# Dorothy Swaine Thomas
Dorothy Swaine Thomas (* 24. Oktober 1899 in Baltimore, Maryland, USA; † 1. Mai 1977 in Bethesda, Maryland) war eine US-amerikanische Soziologin und Ökonomin. Sie übernahm als erste Frau in dieser Funktion die 42. Präsidentschaft der American Sociological Association.

## Werdegang
Ihre Eltern waren John Knight und Sarah Swaine Thomas.
Thomas erhielt ihre akademische Ausbildung zunächst am Barnard College, New York, das sie 1922 mit einem B.A. verließ. 1924 erhielt sie den Ph. D. von der London School of Economics and Political Science (LSE). Für ihre Arbeit dort erhielt sie die 'Hutchinson Research Medal'.
Zwischen 1924 und 1948 hatte Thomas Forschungs- und Lehraufträge an verschiedenen Institutionen in den USA und Europa, unter anderem an der University of California, Berkeley, am Columbia Teachers College, bei der Federal Reserve Bank in New York und am Institut für Sozialwissenschaft an der Universität Stockholm.
Zusammen mit William I. Thomas schrieb sie das Buch „The Child in America“, das 1928 erschien. Aus dem Buch stammt das sogenannte „Thomas-Theorem“, das einen wichtigen Zusammenhang zwischen äußerer Wirklichkeit und den Handlungen der Menschen prägnant auf den Punkt bringt. Dorothy S. Thomas heiratete William I. Thomas 1935 nach dessen Scheidung von seiner ersten Frau.
Ab 1948, nach dem Tod ihres Mannes, wirkte sie an der Universität von Pennsylvania, Wharton School, zunächst als erste Professorin des Instituts überhaupt in der soziologischen Forschung, später als Co-Direktorin oder Direktorin verschiedener Institute, insbesondere des Population Studies Center. Seit 1948 war sie Mitglied der American Philosophical Society.
Thomas’ Hauptforschungsgebiet war Bevölkerungsentwicklung, insbesondere die statistische Seite derselben. Zur Entwicklung von Bevölkerung und Ökonomie der USA schrieb sie, zusammen mit Simon Kuznets, ein mehrbändiges Werk.
Nach ihrer Pensionierung 1970 erhielt sie von der Universität von Pennsylvania die Ehrendoktorwürde.